# 열대작은귀땃쥐
열대작은귀땃쥐(Cryptotis tropicalis)는 땃쥐과에 속하는 포유류의 일종이다. 멕시코 치아파스주의 동부 고지대와 벨리즈와 과테말라의 일부 지역에서 발견된다. 최근까지는 북아메리카꼬마땃쥐의 아종으로 간주했지만, 현재는 종 지위를 얻었다. 중앙아메리카꼬마땃쥐와의 관계는 아직 연구중에 있다.